# Peter Hilton
Peter John Hilton (Londra, 7 aprile 1923 – Birmingham, 6 novembre 2010) è stato un matematico e crittografo britannico.

## Biografia
Noto come crittanalista britannico a Bletchley Park durante la seconda guerra mondiale, dal 1958 al 1982 fu docente all'università di Birmingham e dal 1982 al 2003 all'università di Binghamton.
Lavorò soprattutto nel campo dell'omotopia.